# Shirokane-Takanawa (métro de Tokyo)
Shirokane-Takanawa (白金高輪駅, Shirokane-Takanawa-eki) est une station du métro de Tokyo sur les lignes Namboku et Mita dans l'arrondissement de Minato à Tokyo. Elle est gérée conjointement par les compagnies Tokyo Metro et Toei.

## Situation sur le réseau
La station Shirokane-Takanawa est située au point kilométrique (PK) 2,3 des lignes Namboku et Mita.

## Histoire
La station a été inaugurée le 26 septembre 2000.

## Services aux voyageurs

### Accès et accueil
La station est ouverte tous les jours.
En moyenne en 2015, 41 406 voyageurs ont fréquenté quotidiennement la station côté Tokyo Metro et 25 717 voyageurs côté Toei.

### Desserte
- Ligne Mita :
  - voie 1 : direction Nishi-Takashimadaira
  - voie 4 : direction Meguro (interconnexion avec la ligne Tōkyū Meguro pour Hiyoshi)
- Ligne Namboku :
  - voie 2 : direction Akabane-Iwabuchi (interconnexion avec la ligne Saitama Railway pour Urawa-Misono)
  - voie 3 : direction Meguro (interconnexion avec la ligne Tōkyū Meguro pour Hiyoshi)

Plan des voies
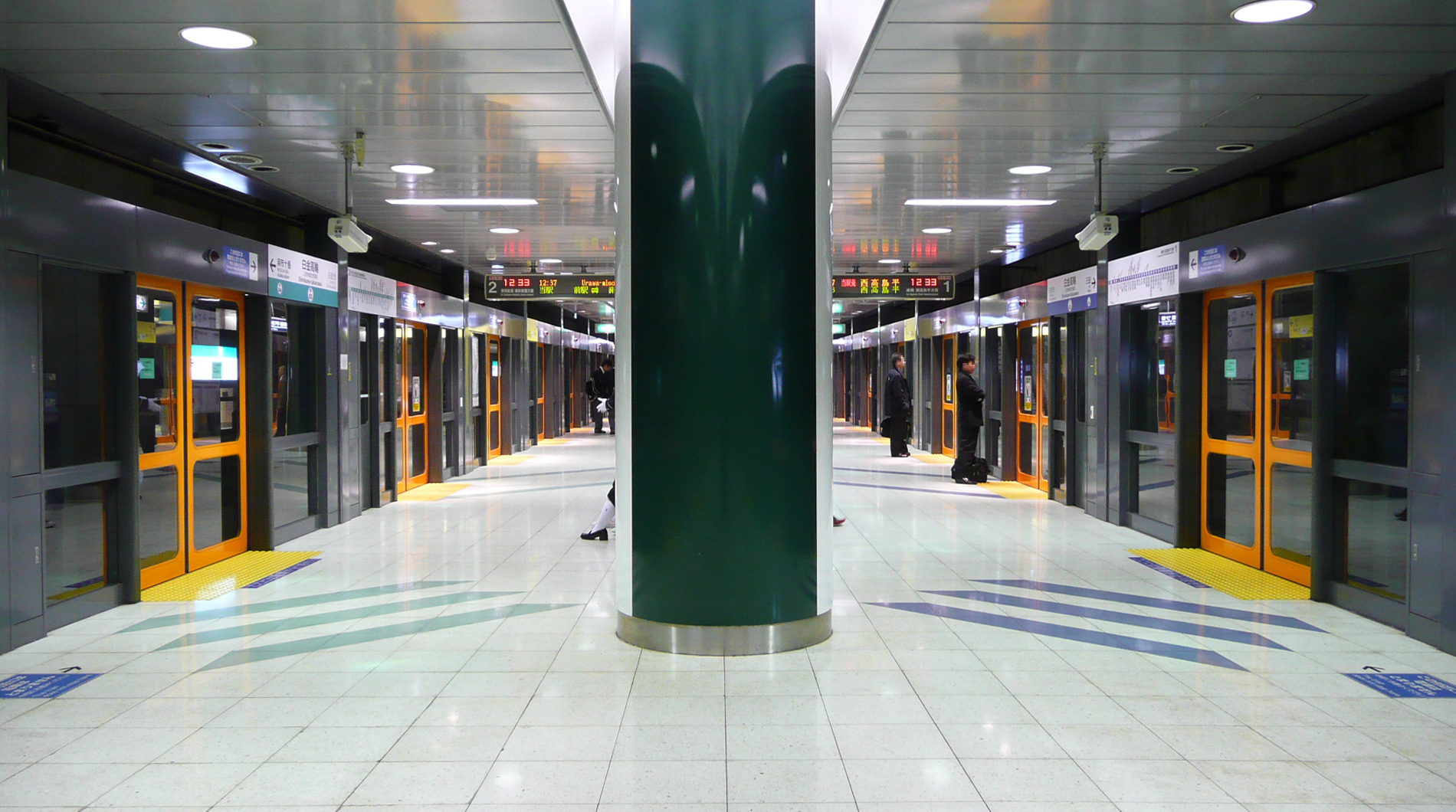
Quai 1-2
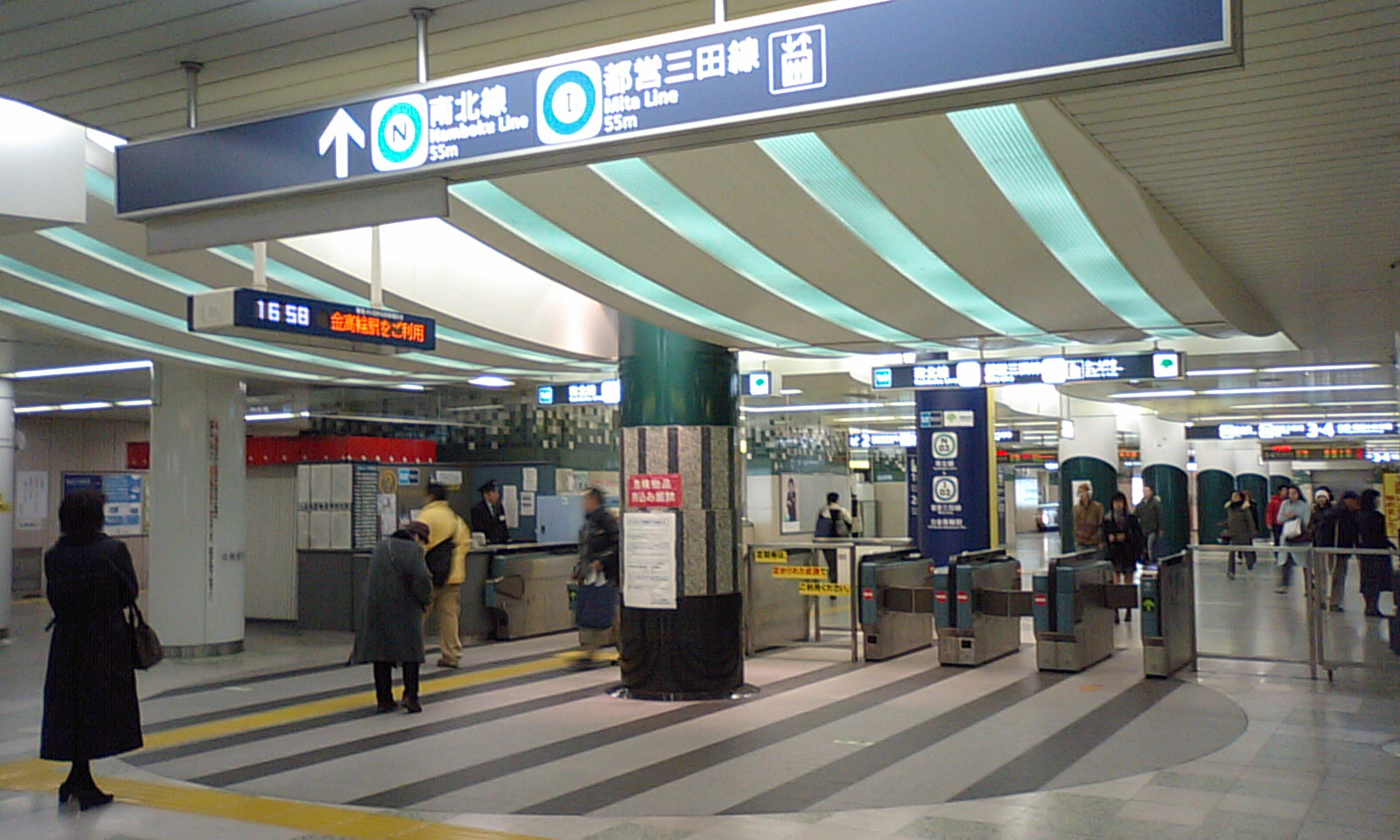
Ligne de contrôle

## À proximité
- Shirokane